# نخست‌وزیر (فیلم)
نخست‌وزیر (انگلیسی: The Prime Minister) فیلمی در ژانر زندگینامه‌ای و درام است که در سال ۱۹۴۱ منتشر شد. از بازیگران آن می‌توان به جان گیلگد، دیانا وینارد، باربارا اورست و فای کامپتون اشاره کرد.